# 宮地寧々
宮地 寧々（みやち ねね、1995年7月16日 - ）は、岐阜県出身の女子競輪選手。日本競輪選手会岐阜支部所属、ホームバンクは岐阜競輪場。日本競輪学校（当時。以下、競輪学校）第110期生。師匠は藤原誠（69期）。夫は同じく競輪選手の谷本奨輝（107期）。

## 経歴
小学校から岐阜県立岐阜農林高等学校までは柔道をやっており、2013年全国高等学校柔道選手権大会ベスト16、2011年全日本ジュニア柔道体重別選手権大会東海予選2位という実績を残した。その後、同朋大学在学中に、たまたま地元のお祭でピスト自転車に乗る機会があり、そこで競輪に興味を持ち競輪選手を志すことになったという。
2014年12月24日、競輪学校第110回適性試験に合格。在校競走成績は21位（2勝）。
2016年7月10日、大垣競輪場でデビューし6着。初勝利は同年12月21日の千葉競輪場。
初優勝は、2020年9月27日の福井競輪場で挙げた。
2021年、同じく競輪選手の谷本奨輝（107期、富山）と入籍。
2022年5月31日、松山競輪場F2開催最終日一般戦で落車棄権、その後負傷欠場から産休・育休に入る。
2024年1月7日、大垣競輪場F2開催で復帰。